# Улица Академика Челомея
У́лица Акаде́мика Челоме́я (название с 1985 года) — улица в Юго-Западном административном округе города Москвы на территории Обручевского района. Пролегает от улицы Воронцовские Пруды до улицы Новаторов. Нумерация домов начинается от улицы Воронцовские Пруды.

## Происхождение названия
Названа в 1985 году в честь В. Н. Челомея (1914—1984), советского учёного в области механики и процессов управления, создателя первого отечественного пульсирующего воздушно-ракетного двигателя, руководителя разработки ракет-носителей, искусственных спутников Земли «Протон» и «Полёт», орбитальных станций типа «Салют».

## Здания и сооружения
По нечётной стороне:

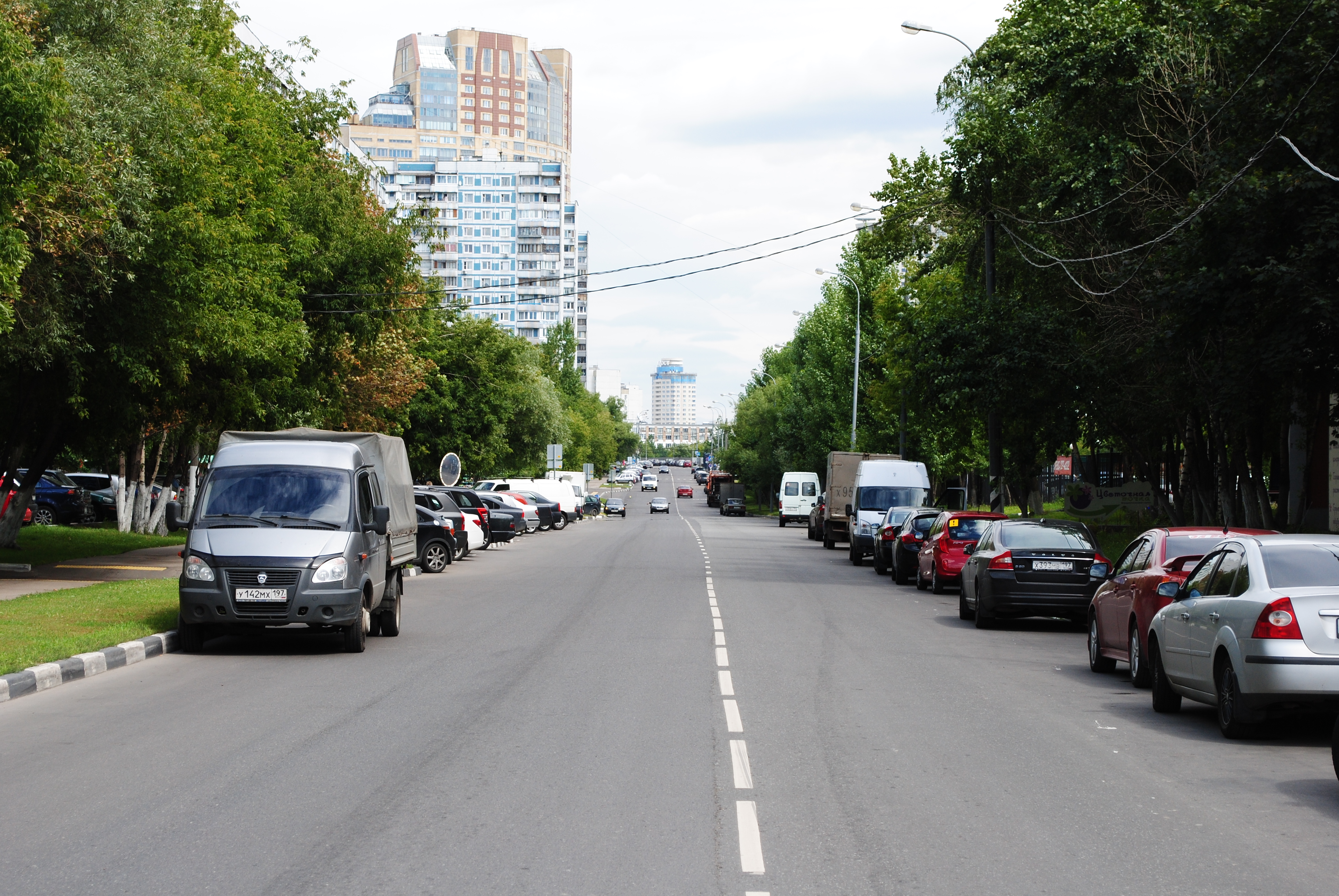
Улица Академика Челомея (вид в сторону улицы Воронцовские Пруды)

- дом 3, стр. 2 — Церковь Преображения Господня в Старом Беляеве[2]

По чётной стороне:
- Дом 4б — Почтовое отделение № 630-117630; Сбербанк Донское отделение филиал № 7813/01480
- Дом 6а — Школа № 1100
- Дом 8в — Универсам «Пятерочка»
- Дом 10а — Детский сад № 1506
- Дом 5а — ОАО «ФСК ЕЭС»
- Дом 8к2 — Жилой дом

## Транспорт
- Станции метро
  - «Новые Черёмушки» (Калужско-Рижская линия)
  - «Калужская» (Калужско-Рижская линия)
  - «Воронцовская» (Большая кольцевая линия)
  - «Новаторская» (Большая кольцевая линия)
  - «Новаторская» (Троицкая линия)
- Автобус 172